# Garcia Mérou
Garcia Mérou (1862 — 1905) foi um poeta, crítico literário e político argentino.